# ヴェルトハイム
ヴェルトハイム（ドイツ語: Wertheim, ドイツ語発音: [ˈveː̯ɐtha‿im]）は、ドイツ連邦共和国バーデン＝ヴュルテンベルク州マイン＝タウバー郡に属する市。
バーデン＝ヴュルテンベルク州で最も北に位置する都市で、バイエルン州との州境に直接面している。フランクフルト・アム・マインの南約 71 km、ヴュルツブルクの西約 30 km にあたる。この街はマイン＝タウバー郡最大の都市であり周辺市町村の中級中心都市である。また、1976年1月1日以降、ヴェルトハイムは大規模郡都市になっている。

## 地理

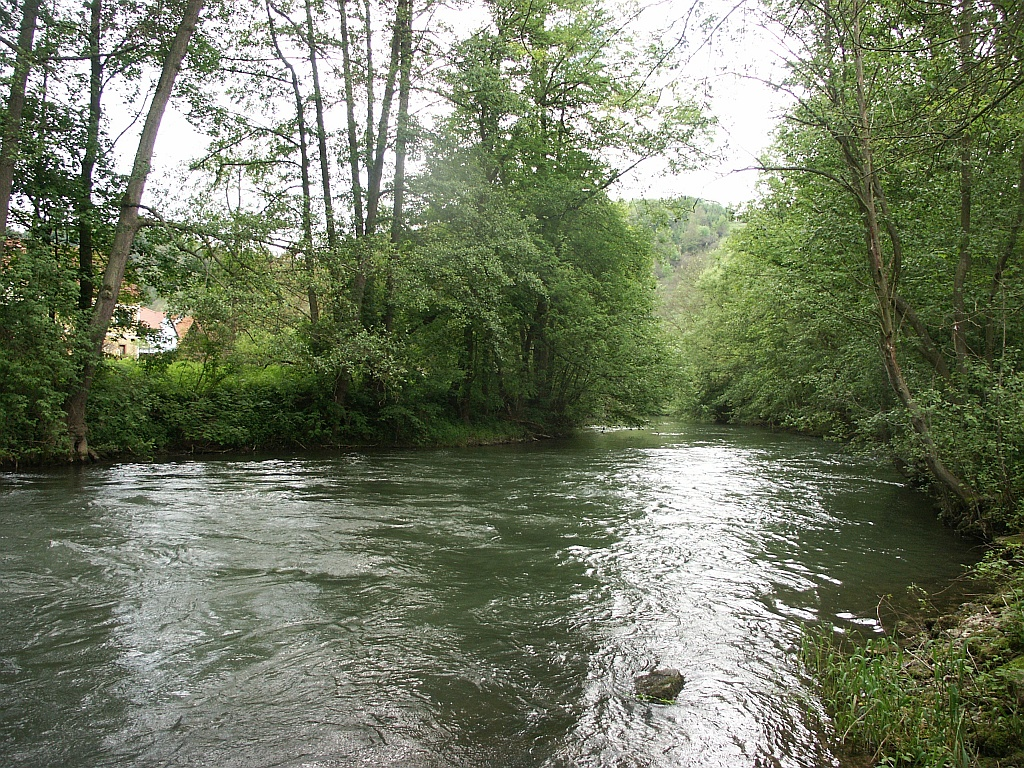
ヴァルデンハウゼン付近を流れるタウバー川

ヴェルトハイムはバーデン＝ヴュルテンベルク州最北の都市で、タウバー川がマイン川に注ぐ河口部のオーデンヴァルトの突出部に位置する。マイン川の対岸はシュペッサルトである。

### 隣接する市町村
以下の市町村がヴェルトハイムと境を接する。東から時計回りに列記する。ホルツキルヒェン、ヘルムシュタット、ノイブルン（以上、バイエルン州ヴュルツブルク郡）、ヴェルバッハ、キュルスハイム（ともにマイン＝タウバー郡）、ノインキルヒェン（バイエルン州ミルテンベルク郡）、フロイデンベルク（マイン＝タウバー郡）、シュタットプロツェルテン、ファウルバッハ（ともにミルテンベルク郡）、ハスロッホ、クロイツヴェルトハイム、ティーフェンシュタイン（以上、バイエルン州マイン＝シュペッサルト郡）である。

### 市の構成
ヴェルトハイムの市域は、ケルンシュタット（中核区）と15のオルトシャフト（郊外区）、5つのシュタットタイル（都市区）からなる。
15の郊外区は1970年代の市町村再編によりヴェルトハイムに合併した旧町村である。ベッティンゲン、デルティンゲン、ディーテンハン、デルレスベルク、グリューネンヴェルト、ヘーエフェルト、ケムバッハ、リンデルバッハ、モントフェルト、ナッシヒ、ライヒョルツハイム、ザクセンハウゼン、ゾンダーリート、ウアファール、ヴァルデンハウゼンである。
5つの郊外区は1939年までに合併した旧町村（ベシュテンハイト、アイヒェル／ホーフガルテン・ウント・フォッケンロート）あるいはこれらへの入植完了後に新たに独立して形成された地区（ベシュテンハイダー・ヘーエ、ラインハルツホーフ、ヴァルトベルク）からなる。ラインハルツホーフは米軍撤退後も軍事目的のペーデン・バラック兵舎があったのだが、1990年代の中頃にラインハルツホーフ区として入植が行われた。最も新しい市区は、ラインハルツホーフ区、ヴァルトベルク区、ベシュテンハイト区の間に新しく造られた住宅地ベシュテンハイダー・ヘーエである。

### 都市計画
ヴェルトハイムは、ハイルブロンを上級中心都市とするハイルブロン＝フランケン地域連合内の中級中心となっている。ヴェルトハイム中級中心管区には、ヴェルトハイムの他にバイエルン州の隣接町村と密接な関係にあるフロイデンベルクが含まれる。

## 歴史

### 中世・近代

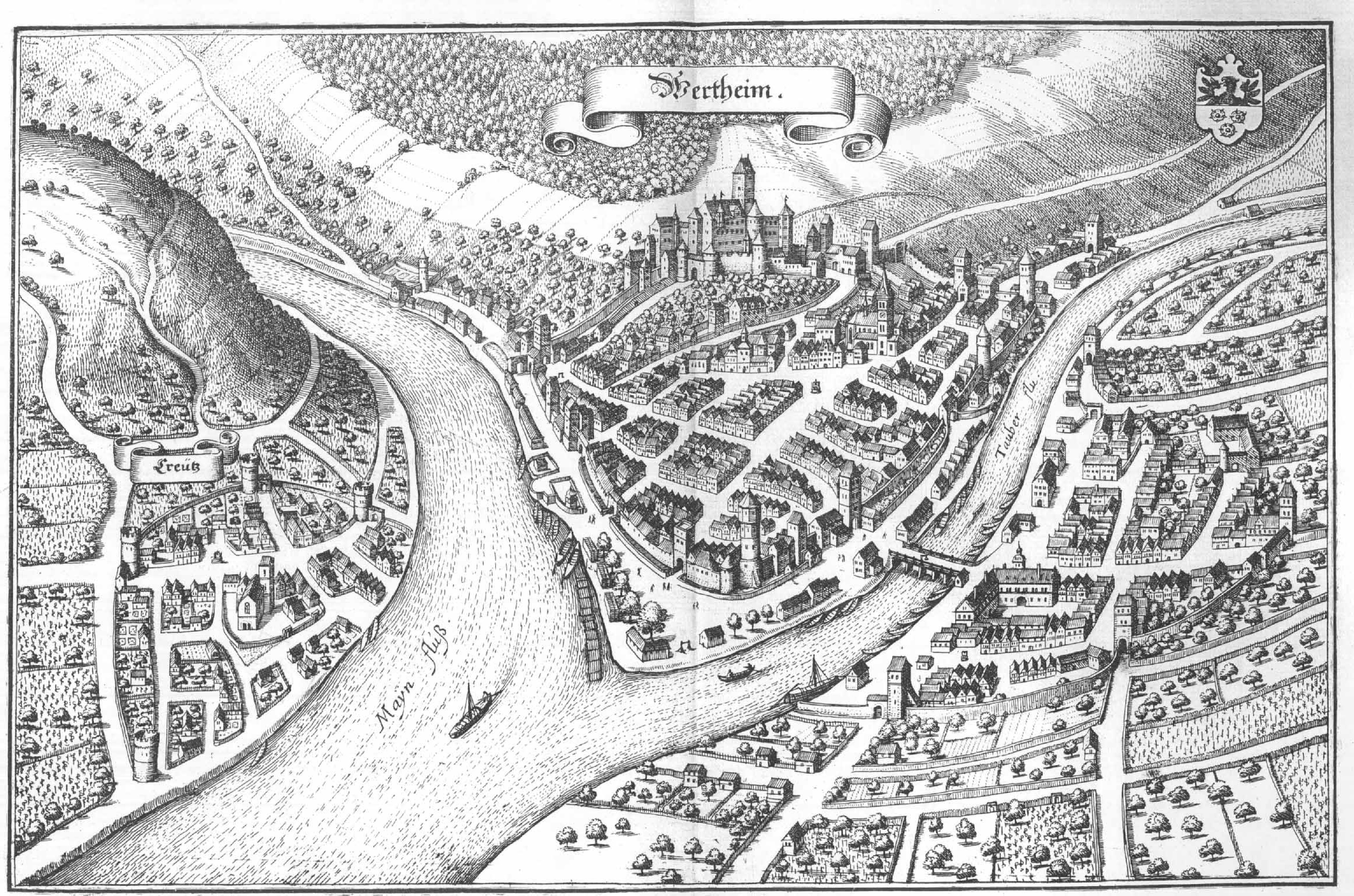
マテウス・メーリアンによるヴェルトハイムの絵地図

1009年のハインリヒ2世による市場開設特権状（Marktprivileg）に初めてヴェルトハイム（Werdheim）という地名が登場する。この地名は、マイン川をはさんで対岸に位置するクロイツヴェルトハイム（Kreuzwertheim）を指していると思われる。クロイツヴェルトハイムは779/95年に現れている。1132年以降文書史料に登場する伯爵家はヴェルトハイム伯と名乗った。一族は12世紀初めに城を築き、それは以後中世を通じて大規模な城郭にまで発展した（1634年以後廃墟）。「ヴェルトハイム城」（城は"suburbium castri Wertheim"と、属格で）として「城」が文書に記録されるのは、1192年が初めてである。 12世紀後半に形成された集落は、1200年頃には "oppidum"と記録され、穀物を計量するための市独自のマース（容量単位）が言及される。市は1214年には"urbs"と、1244年には "civitas" として記されている。1306年 、ドイツ王アルブレヒト1世はフランクフルト法を授けた。交通の要衝にあって、ヴェルトハイムは水上運輸中継、ブドウ栽培、毛織物生産の分野で14世紀・15世紀に経済的発展をみた。帝権からマイン関税権（Mainzoll）をレーエンとして獲得していた伯爵家は、1300年頃から ミルテンベルク ―ヴェルトハイム間において通行許可権（Geleitrechte）を行使し、マイン川中流両岸とタウバー川下流沿いに領邦（Territorium）を構築した。この地域は、隣接するマインツ大司教領とヴュルツブルク司教領に組み入れられることはなかった。伯爵家は1362年、 カール4世から市域と城をレーエンとして受領した。ゲオルク2世（1521-30）の城主時代、宗教改革が導入された。伯爵家の家系は 1556年に途絶えた。
ヴェルトハイムは同名の伯領の中心地に発展し、16世紀以降はレーヴェンシュタイン＝ヴェルトハイム伯（後に侯）の統治下に置かれた。この侯領は1806年まで存続し、ライン同盟により陪臣化された。ヴェルトハイム市とマイン川左岸の周辺地域はバーデン大公国に属した。マイン川右岸地域はダールベルク首座大司教のアシャッフェンブルク侯領、後のフランクフルト大公領に属した。これが廃止された後、1815年にヴェルトハイムはバイエルン王国領に移された。ヴェルトハイムはいくつかのアムトの所在地となり、1819年にベツィルクスアムト・ヴェルトハイムに組み込まれた。

### 国家社会主義

#### 市長バードンの辞任
国家社会主義の時代、1933年3月に長年市長の職にあったハンス・バードンが辞任した。その理由として、職務遂行不可能を証明する診断書が提出された。3度にわたって懲戒処分請求が失敗した後、ナチス党員はついに市長の交代に成功したのであった。バードンは辞任前の1931年の夏に神経虚脱の状態にあった。これはおそらくNSDAP所属の市議らによる過激な行動が原因と考えられている。このために彼は何度も執務を中断しなければならず、しかも事態は一向に改善しなかった。バードンは、国会議員選挙の際にハーケンクロイツの旗を掲げた場所での投票を要求するNSDAPの代表者と激しい論争を行った。この提案は、選挙の2日前の市議会で7対5で否決された。また、ヒトラーにヴェルトハイムの名誉市民号を贈るという要求は選挙後まで先送りにされた。1933年3月4日、市議会議員のシュスラー、メンツ、シュヴェーベル (NSDAP) は、市長のバードンに前日の議事運営について苦情を述べた。市議会での議決を無視して3月4日と5日に市庁舎に旗を掲げるようバードンは要求された。それは「安寧秩序」のために必要なことであり、さもなくば「好ましくない示威行為」がなされるだろうと脅迫されたのである。バードンはこの要求を拒否した。脅迫的な示威行為は行われなかった。だが、バーデンの統制（NSDAPによる独裁体制）によってNSDAPはヴェルトハイムでも権力を掌握したのであった。バードンは3月20日に辞任を申し入れ、3日後に市議会はこれを了承した。バードンには功労金や特別な手当は適用されず、4月1日付けの給与規定に従った給与だけを支払うとするNSDAPの提案は6対2（棄権1）で採択された。

#### 名誉市民号贈呈と通りの改名
ヴェルトハイムは、ドイツ国大統領パウル・フォン・ヒンデンブルクとドイツ国首相アドルフ・ヒトラーに名誉市民号を贈呈した最初の都市の一つである。NSDAPの提案はヒトラーについてのみであったが、1933年3月3日の市議会でのNSDAP以外の議員による主張に基づき、両名に拡大されたものであった。採決は為されなかった。
NSDAPの議員は3月6日付の新聞広告で、ヒトラーに対して名誉市民号が3月8日に贈呈されると発表した。3月7日には同じく新聞広告で、大統領と首相が『水曜日の朝、我々の街の名誉市民になります。ヴェルトハイム旧市街の住民や州・市の機関は朝早くから土曜日まで旗を掲げるようお願いします』と呼びかけた。NSDAPとDNVPが提案した旗の掲揚要求は承認され、さらに2つの通りの名称変更も可決された。バーンホーフ通り（駅前通り）はヒンデンブルク通りに、ポスト通り（郵便局通り）はアドルフ・ヒトラー通りに改名された。1945年12月7日にヒトラーとヒンデンブルクの名誉市民号は剥奪された。
1936年にベツィルクスアムト・ヴェルトハイムは廃止され、ヴェルトハイムはベツィルクスアムト・タウバービショフスハイムに編入された。これは1939年にタウバービショフスハイム郡に改称された。

#### アメリカ軍による市の占領
1945年1月、ヴェルトハイムはイギリス軍により空爆を受けるはずであった。この時は天候の悪化で飛行機は引き返さなければならなかった。だが同じ年のイースターの週末に市は戦争と直面することとなった。3月24日の朝4時頃、ヴェルトハイムのアルブレヒト・エングラートは西部戦線総司令官のアルベルト・ケッセルリンク元帥の無線通信を受信した。「フランクフルト・アム・マインからオクゼンフルトまでのすべてのマイン川渡河地点は砲弾の用意をし、接近する敵軍を駆逐せよ」というものであった。さらにアシャッフェンブルク - ミルテンベルク - ヴェルトハイム - エーバーバッハのラインには「可及的速やかに防衛陣地を造営せよ」そして「この地域に入る急行軍と合流せよ」との命令が下された。
続く枝の主日に低空飛行の米軍飛行部隊が初めてこの街に飛来し。NSDAPの地区指導者ヘルマン・シュミットによるヒトラーユーゲントの行事を妨害した。この威嚇の際に「皆さん、路地に避難して下さい」と呼びかけた。敵機の襲来は翌日も引き続き行われた。
3月27日火曜日、現在のギムナジウムに相当する青年上級学校が戦争のために閉鎖され、ここに軍司令所が設けられた。アイヒェル水門付近の全船舶はその日のうちに退去するよう命令された。
3月30日、近隣のナッシヒが米軍の攻撃を受け、夕方には戦車警報がヴェルトハイムに発令された。23時頃に丘の上に達した戦車からマイン川右岸に向けて3、4発の砲弾が発射され、その後ラインハルツホーフの空軍基地がドイツ駐留部隊によって一部爆破された。続いて3時から4時の間にマイン川に架かる道路橋と鉄道橋も爆破された。市の砲撃は翌土曜日も散発的に続けられ、午後には市の守備隊に対する勧告がなされた。
ナッシヒ占領後、第42歩兵部隊を伴った米軍第12戦車部隊は復活祭の日曜日にヴェルトハイム周辺を占領した。1945年4月1日の日曜日に、都市防衛のために国民突撃隊を参集させようという試みがなされた。同じ日の午後にタウバー川に架かる道路橋が爆破された。しかし橋は 2 m 程度の亀裂ができただけだったので、引き続き通行することが可能だった。この時点ですでに米軍戦車はヴァルトベルクにまで迫っており、この市を通ってマイン渓谷方面を封鎖した。教区監督のハインリヒ・シェーファーはヴェルトハイムのプロテスタント教会の死亡録に、アイヒェルの砲撃で4人のドイツ兵が死亡し、1人が重傷を負ったとメモした。
焼夷弾による被害を目の当たりにしたアントン・ディンケルとハインリヒ・ヘルツは市長に城の主塔に白旗を掲げるよう要求した。議論がなされ、市長が退任した後、16:25に白旗が揚げられた。これによりヴェルトハイムの砲撃は停止された。ディンケルとヘルツの発議を讃えて2005年に城の中に記念プレートが掲げられた。

#### 第二次世界大戦後
1972年以後、周辺の15町村が合併した。1973年1月1日に郡域再編があり、タウバービショフスハイム郡は新たに設けられたマイン＝タウバー郡に編入された。同時に、やはり新設されたシュトゥットガルト行政管区フランケン地域連合（現在のハイルブロン＝フランケン地域連合）に属すこととなった。これによりかつてはバーデン領の都市であったヴェルトハイムは、これ以後ヴュルテンベルクの都市シュトゥットガルトの管理下に置かれることとなった。
1975年の合併でヴェルトハイム市の人口は2万人を超えた。市当局はこれを承けて大規模郡都市への昇格を申請し、バーデン＝ヴュルテンベルク州当局は1976年1月1日にこれを発効させた。

### 宗教

#### キリスト教

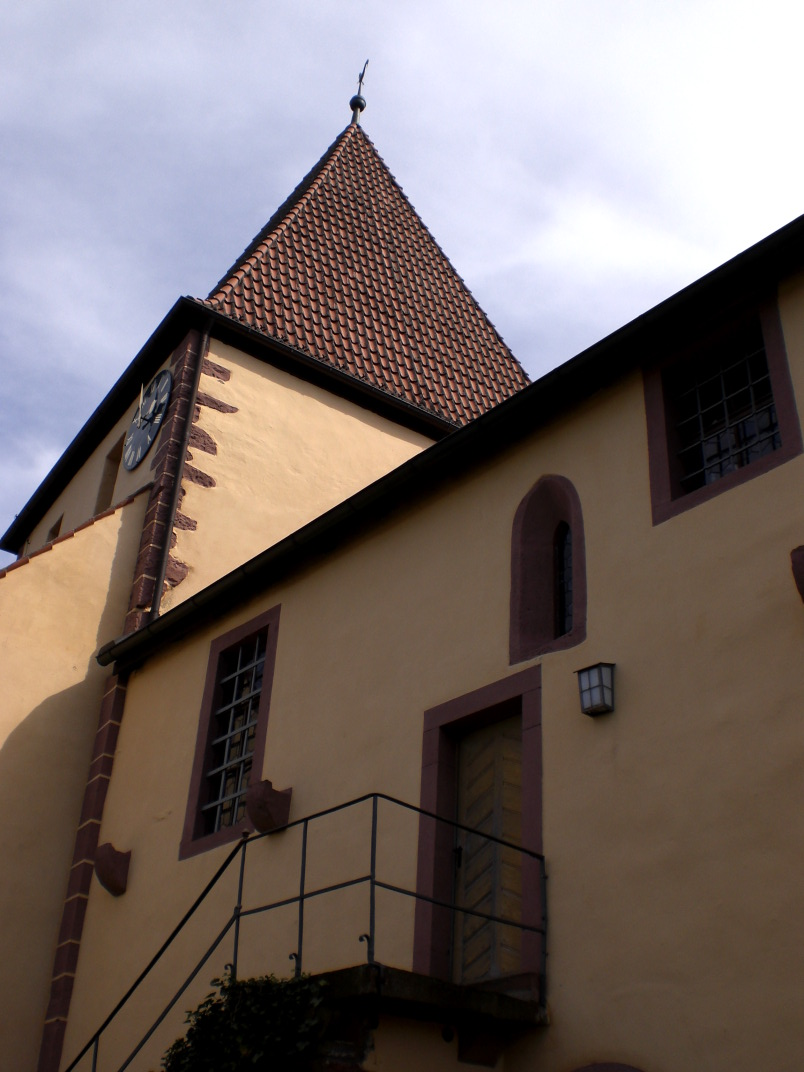
ウアファール区の防衛教会

ヴェルトハイムは初めヴュルツブルク司教区のカールシュタット／マイン助祭長区に属した。1522年からルター派の教義に基づく宗教改革が徐々になされ、1530年に完了した。これ以後、ヴェルトハイムは何世紀もの間プロテスタントの都市であった。ルター派の他にもいくつかの教義が許されていた。三十年戦争の時代に対抗改革がなされたが、徹底されなかった。1806年のバーデンへの移行後、ヴェルトハイムは教区監督の所在地となった。その管轄区域はヴェルトハイム市内の全教会組織を含む。中心となる教会は参事会教会である。この他に宗教改革直後にもう一つ教区が設けられていた。この教区は1955年にベシュテンハイトのマルティン・ルター教会に移管された。3つめの教区は1800年にヴァルデンハウゼンと合併した。ヴァルトベルク区には1974年に全キリスト教徒のための教会センターが設けられた。ベッティンゲン、デルティンゲン、ディーテンハン、アイヒェル＝ホーフガルテン、グリューネンヴェルト、ヘーエフェルト、ケムバッハ、リンデルバッハ、ナッシヒ、ザクセンハウゼン、ゾンダーリート、ヴァルデンハウゼンにはそれぞれ教会組織（一部は支教会）があり、ほとんどが新しい教会堂を有している。ウアファール区にはロマネスク様式の防衛教会である聖ヤーコプ教会がある。
19世紀にヴェルトハイムにカトリックが再興したが、19世紀中頃までその信者は人口の1/5程度であった。この組織指導者は当初、1673年からカトリックが流布していたライヒョルツハイム教区に属した。1844年にヴェルトハイムに聖ヴェナンティウス教区が設けられ、1842年建造のネオゴシック様式の教会堂を有した。ベシュテンハイト区にも1953年に聖エリーザベト教会堂が設けられ、1970年に教区教会に昇格した。アイヒェル区には1968年に聖リオバ教会が設けられ、ヴェルトハイム市東部を統括・管轄している。デルティンゲン区はマリア・ローゼンクロイツケーニヒ支部教会がある。デルレスベルク区はライヒョルツハイムと同じく1674年から再びカトリックが再興し、1721年建造の教会を有している。モントフェルト区もカトリックが優勢な市区である。ここには、古い箇所は1887年建造の聖マルティン教会が建つ。ヴェルトハイム市内の教区はいずれもフライブルク大司教区タウバービショフスハイム首席司祭区に属す。
二大教会を別にして、ヴェルトハイムには自由教会も存在する。自由イエズス教会の他にバプチスト教会信者の集会所や福音自由教会の集会所もある。さらに新宗教のエホバの証人や新使徒派教会もある。

#### ユダヤ教
1222年にこの街のユダヤ人に関する最初の記録が遺されている。1298年のユダヤ人排斥運動及び1349年のペスト禍の際にはヴェルトハイムでもユダヤ人が殺害された。ヴェルトハイムのユダヤ人墓地は中世にはすでに存在していた。1406年の記録が遺されている。これはバーデン＝ヴュルテンベルク州で最も古い、現在も使われているユダヤ人墓地である。1622年には16戸のユダヤ人家族がこの町に住んでいた。18世紀の終わりまで平均で10から12家族がこの街で暮らした。1885年頃、この街のユダヤ人は221人であった。1827年から1885年まで、ヴェルトハイムはラビ教区本部の所在地であった。教区本部はその後モースバッハに移された。1933年頃まで多くの貿易商や一般業者がユダヤ人の所有であった。1933年頃、ナチスのユダヤ人迫害・殺戮運動がヴェルトハイムにも及び、ヴェルトハイムに住んでいた92人のユダヤ人のうち少なくとも35人が命を落とし、29人がその後すぐに街を離れた。1938年の晩夏、ユダヤ人組織の代表者ジギスムント・カーンはシナゴーグを市に売却した。このため、その直後に起こった11月の襲撃でもこの建物は放火されずに済んだ。ゲルバーガッセ18番とシュピッツ・トゥルムの間の市壁にこうした歴史の記念碑が1976年に設けられた。1940年10月22日、いわゆるヴァーグナー＝ビュッケル・アクションによって19人のヴェルトハイム市民がGurs強制収容所に送られた。このうち7人が終戦まで生き延びた。

#### その他

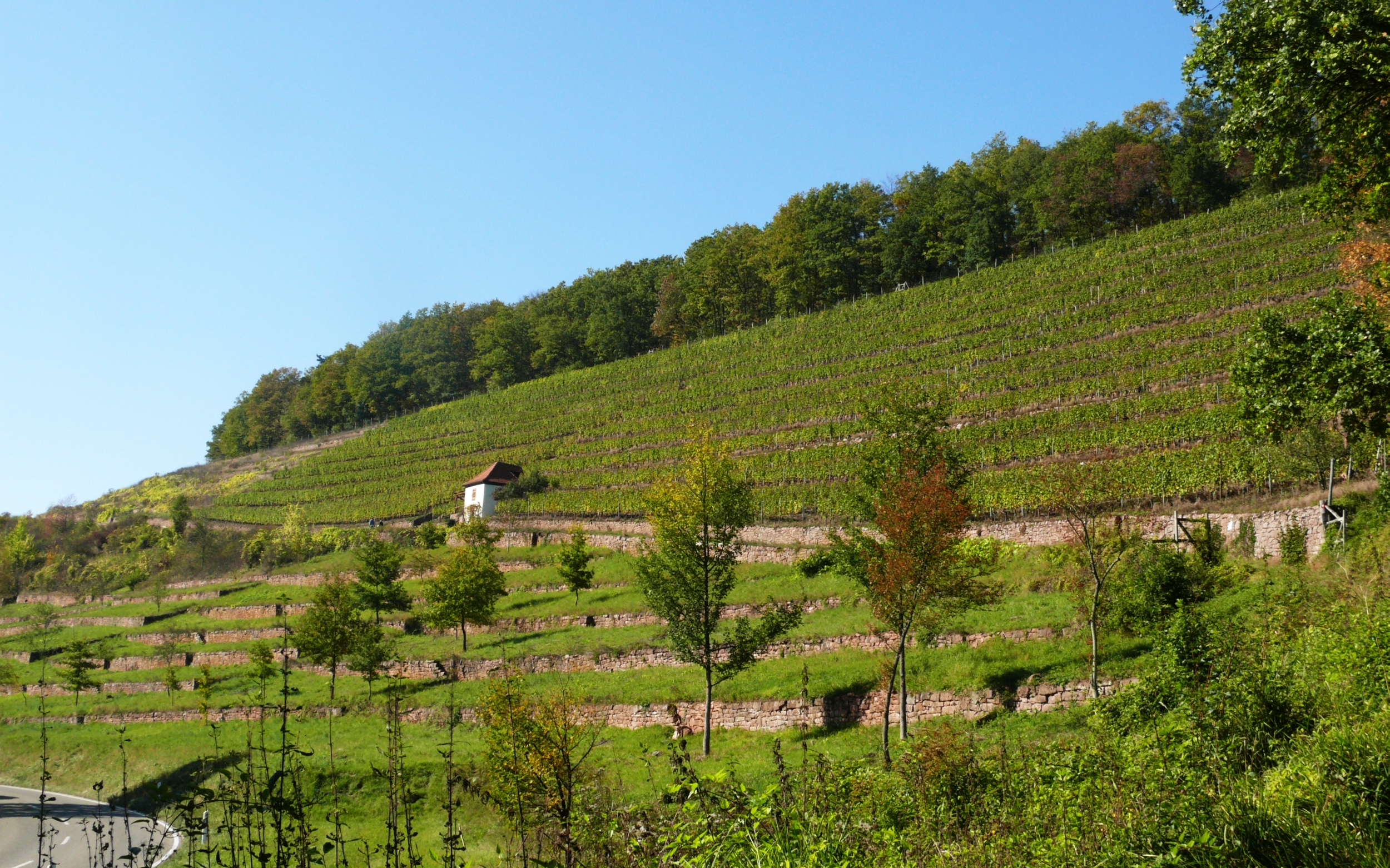
ザッツェンベルクのブドウ畑

ラインハルツホーフ区にはイスラム教のモスクもある。

### 町村合併
- 1913年: ベシュテンハイト
- 1935年: アイヒェル
- 1939年: フォッケンロート

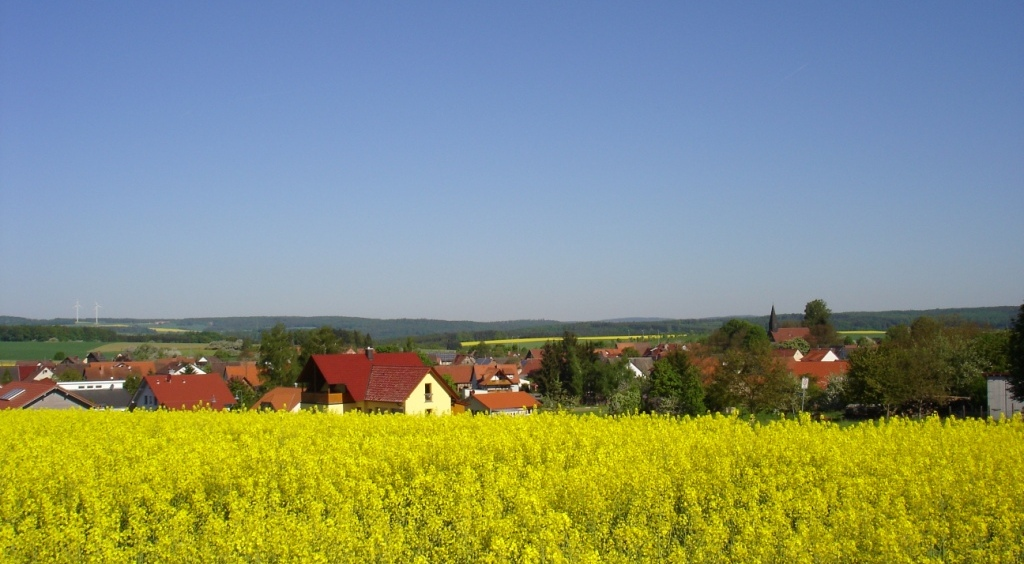
ゾンダーリート

- 1972年1月1日: ベッティンゲン、グリューネンヴェルト、リンデルバッハ、ナッシヒ、ゾンダーリート、ウアファール、ヴァルデンハウゼン
- 1972年4月1日: モントフェルト
- 1972年12月1日: デルティンゲン、ディーテンハン、デルレスベルク、ケムバッハ、ザクセンハウゼン
- 1975年1月1日: ヘーエフェルト、ライヒョルツハイム

### 人口推移
人口は、各時点での市域内の人口である。数値は、国勢調査(1)、各時点での管轄統計局の公式推計値による。
| 時点           | 人口（人） |
| -------------- | ---------- |
| 1617年         | 3,670      |
| 1792年         | 3,373      |
| 1810年         | 3,154      |
| 1833年         | 3,633      |
| 1871年12月1日  | 3,328      |
| 1880年12月1日1 | 4,567      |
| 1890年12月1日1 | 3,535      |
| 1900年12月1日1 | 3,670      |
| 1910年12月1日1 | 3,648      |
| 1925年6月16日1 | 3,673      |
| 1933年6月16日1 | 3,679      |
| 1939年5月17日1 | 5,434      |
| 1945年12月     | 5,534      |

| 時点           | 人口（人） |
| -------------- | ---------- |
| 1950年9月13日1 | 9,789      |
| 1961年6月6日1  | 11,329     |
| 1970年5月27日1 | 12,029     |
| 1975年12月31日 | 20,942     |
| 1980年12月31日 | 19,972     |
| 1987年5月27日1 | 20,377     |
| 1990年12月31日 | 21,627     |
| 1995年12月31日 | 24,432     |
| 2000年12月31日 | 24,332     |
| 2004年3月31日  | 24,739     |
| 2005年6月30日  | 24,553     |
| 2007年6月30日  | 24,202     |

1 国勢調査

## 行政

### 市議会
ヴェルトハイムの市議会は、24議席からなる。

### 市長
第二次世界大戦後の市長を列記する。ただし大規模郡都市に昇格した1976年以降の職名は上級市長である。
- 1945年: カール・ロート
- 1945年 - 1946年: ミヒャエル・ベック
- 1946年: オットー・ホーク
- 1946年 - 1961年: カール・ロート
- 1961年 - 1981年: カール・ヨーゼフ・ショイアーマン
- 1981年 - 2003年: シュテファン・グレーザー
- 2003年 - 2019年: シュテファン・ミクリクツ
- 2019年 - : マルクス・ヘレーラ・トレツ

### 紋章
上下二分割。上部は金地に分割線から上半身だけ出した赤い嘴を持つ黒い鷲。下部は青地に3つの銀のバラ（上に2つ、下に1つ）。
現存する最も古い市の印章にすでに、ヴェルトハイム伯の紋章に由来する現在のデザインが用いられている。大印章には S. CIVITATIS . IN . WERTHEIM の文字があり、同一あるいはよく似た印章が18世紀半ばまで使用された。その後、花の代わりに装飾された円が描かれた。SI(E)GEL DER STADT . WERTHEIM と記されたこの印章は1811年まで使われた。また彩色印章は19世紀半ばまで使われた。1952年に再び花の三角配置が採用された。市の旗の色は、黄 - 青である。

### 姉妹都市
ヴェルトハイムは以下の都市と姉妹都市協定を結んでいる。
- サロン＝ド＝プロヴァンス（フランス、ブーシュ＝デュ＝ローヌ県）1964年
- ハンティンドンおよびゴッドマンチェスター（イギリス、ケンブリッジシャー）1981年
- センテンドレ（ハンガリー、ペシュト県）1989年
- Csobánka（ハンガリー、ペシュト県）1992年
- グッビオ（イタリア、ウンブリア州）2006年（1980年 - 2006年 友好都市であった）

テューリンゲン州イルメナウと姉妹都市協定締結に向けた努力がなされたが、不調に終わった。

## 経済と社会資本

### 交通

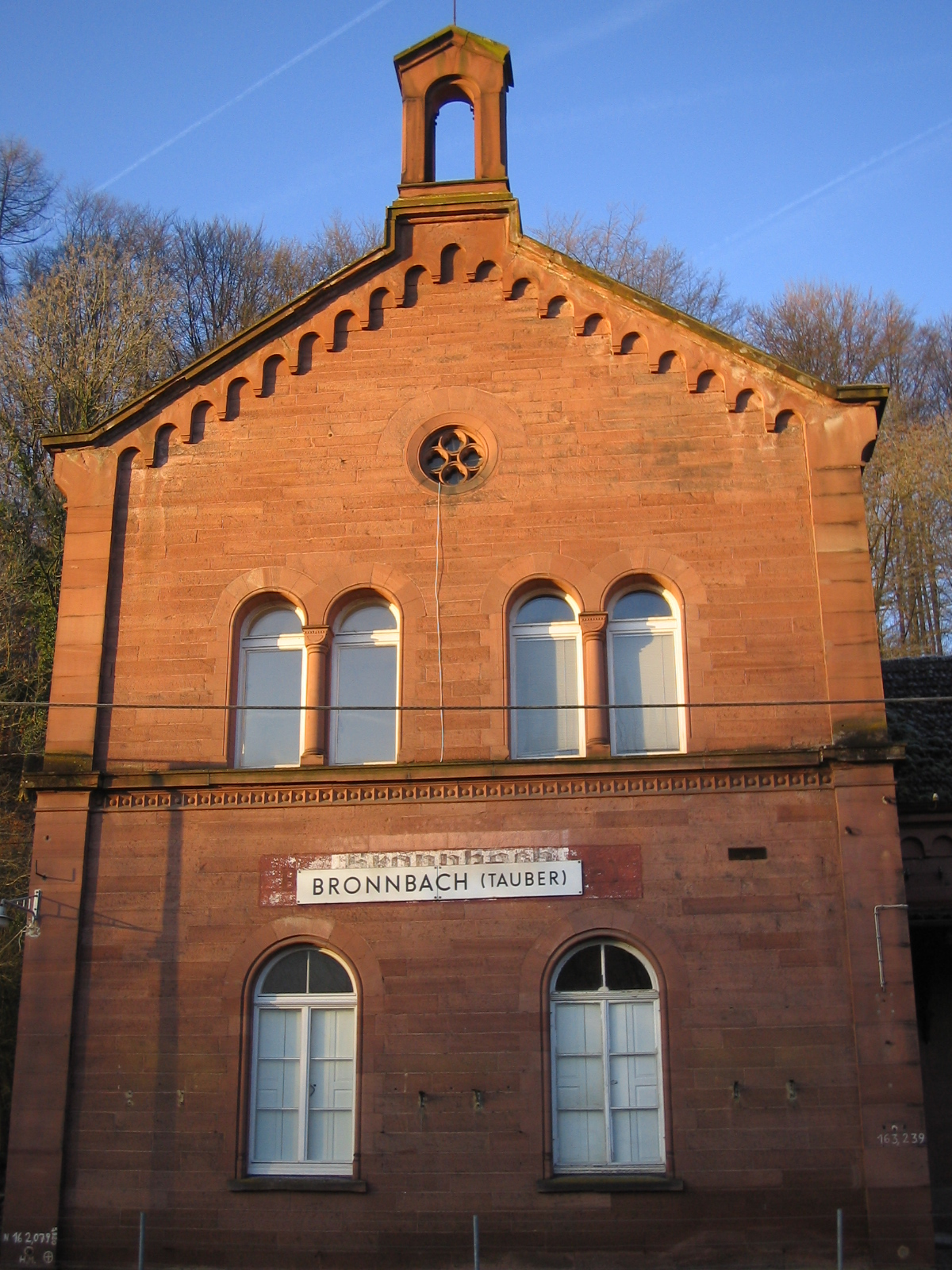
ブロンバッハ駅

ヴェルトハイムには連邦アウトバーンA3号フランクフルト - ヴュルツブルク線（ヴェルトハイム＝レングフルト・インターチェンジ）を使って到達できる。この他、市内には州道や郡道が走っている。ヴェルトハイム駅は鉄道アシャッフェンブルク - ミルテンベルク - ヴェルトハイム - ラウダ＝ケーニヒスホーフェン - クライルスハイム線の駅である。ヴェルトハイムへはマイン川から船で行くこともできる。公共交通では、マイン＝タウバー交通会社が多くのバス路線を運行している。その運賃はライン＝ネッカー交通連盟の料金体系に従う。

### メディア
ヴェルトハイムでは、日刊紙として「ヴェルトハイマー・ツァイトゥング」、アシャッフェンブルクに本社がある地方紙の「マイン＝エコー」が刊行されている。また、タウバービショフスハイムで「フレンキシェ・ナハリヒテン」のヴェルトハイム版が作成されている。
南西ドイツ放送は、ヴェルトハイム近郊に超短波とテレビ放送の送信施設を有している。（以前は中波放送も送信していた）

### 官庁、裁判所、公共施設
ヴェルトハイムにはモースバッハ地方裁判所管区に属す区裁判所や公証人役場がある。また、マイン＝タウバー郡の分庁舎、図書館もある。さらにこの街はバーデン・プロテスタント地方教会のヴェルトハイム教会管区本部所在地でもある。
市立病院は220床規模である。ベシュテンハイト区には屋外プール施設「ウン・デン・クリストヴィーゼン」がある。この施設にはウォータースライダーのある非競技用プール、飛び込み台のある競泳用プール、幼児用プールがある。またベビールームも用意されている。

### 教育
ヴェルトハイムには、ディートリヒ・ボンヘッファー・ギムナジウム、コメニウス実科学校、養護学校のエドヴァルト・ウイフライン・シューレがある。この他に基礎課程学校、本課程学校がいくつかある。
マイン＝タウバー郡は経済ギムナジウムおよび技術ギムナジウムを併設した商業・営業・家政学のシューレ・ヴェルトハイム（職業学校）と、ヴァルデンハウゼン区の精神障害者および言語症者のための養護学級を持つタウバータール・ラウダ＝ケーニヒスホーフェン・シューレの分校を運営している。さらには、ヨハニター・ウンファルヒルフェ e.V. が運営する老人介護のための私立学校もある。

### ショッピング
アウトバーンA3号線沿いに、ファクトリー・アウトレット・センター「ヴェルトハイム・ヴィレッジ」がある。

## 文化と見所

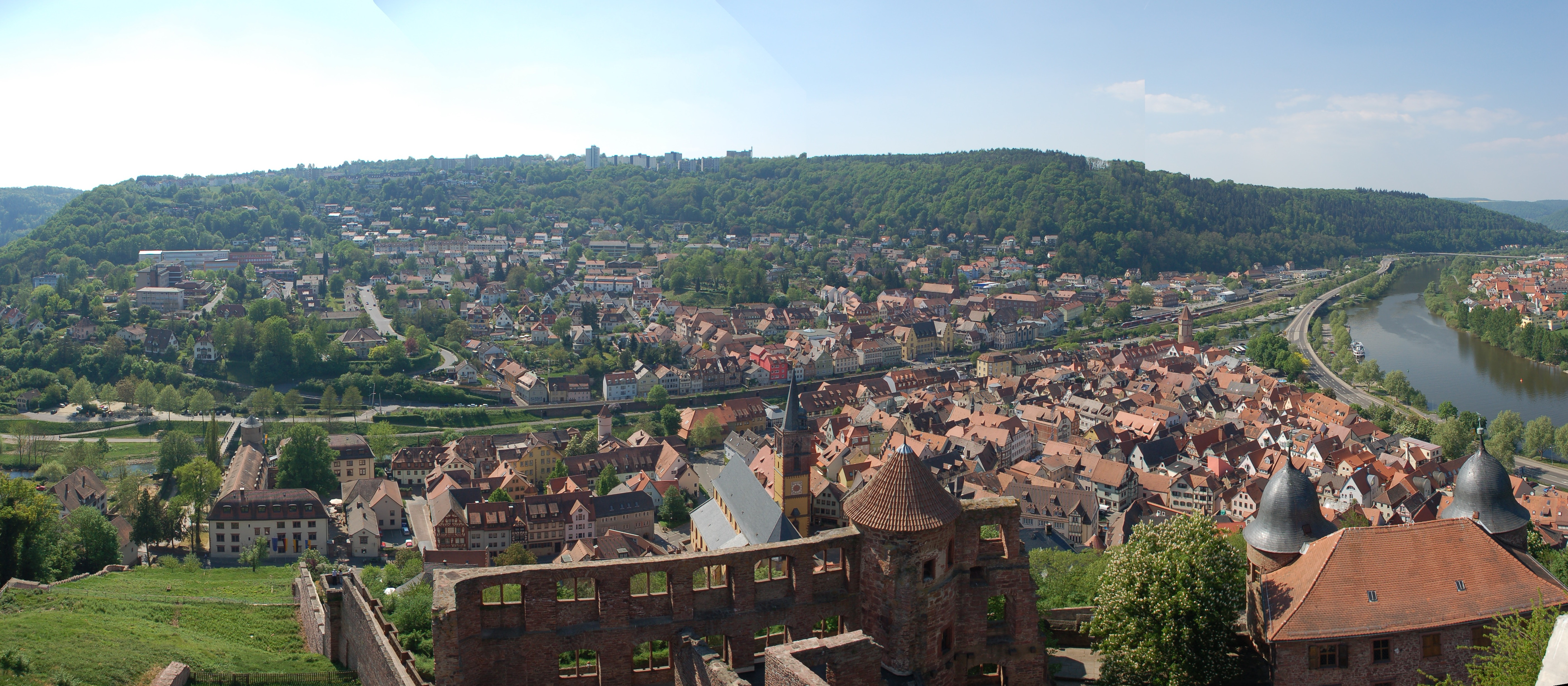
ヴェルトハイム中心部のパノラマ

### 博物館
- 伯爵博物館
- ガラス博物館: この博物館は、かつてレーヴェンシュタイン＝ローゼンベルク家の廷臣の所有であった1557年建造の木組み建築（カレンバッハ邸）内にある。日用ガラス器や工芸ガラスの流通製品あるいは芸術作品が展示され、またガラス加工に関する知識や技術について知ることができる。

### 建築と街並み
タウバー川河口の上にある市街中心部は現在でも中世のような路地や、情報が前に傾いた木組み建築が良く保存され、教会や、マルクト広場から登って行く城趾などの象徴的建造物に恵まれている。プロテスタントの参事会教会はこの街の中心的な教会である。他の見所としては、天使の泉や後期ゴシック様式のキリアン礼拝堂がある。

#### ヴェルトハイム城

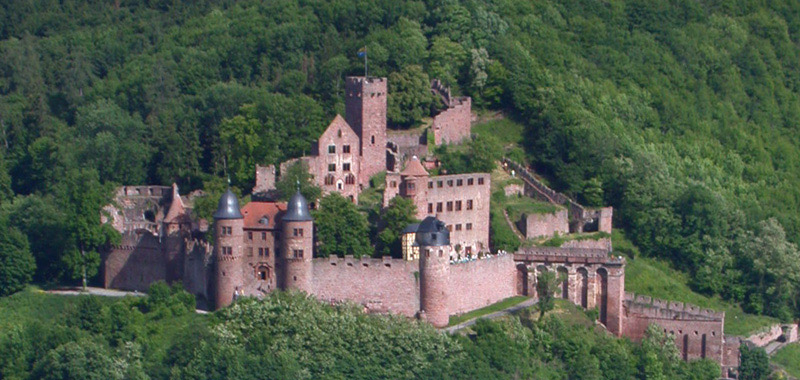
ヴェルトハイム城全景

タウバー川とマイン川を見下ろす高台の上に建つヴェルトハイム城は、この街の象徴的建造物である。東の首堀（尾根の先端にある城を尾根本体から隔離する堀）の背後にはマント壁が、ベルクフリート（主塔）を含む城本体を護っている。階段塔や居館の近くにある宮殿は、ホーエンシュタウフェン朝時代の三つの部分からなる窓だけが遺っている。城の下部には居館として造営されたフォアブルクの遺構がある。楼門上の文書館はバロック時代の建築である。17世紀までにこの伯の居城は徐々に解体されていった。1619年の火薬の爆発で一部が崩壊し、1634年に三十年戦争のために別の部分が破壊された。これらが再建されることはなかった。

#### 小城館
アイヒェル集落の入り口に建つ小城館はフリードリヒ・ルートヴィヒ伯のためにディートリヒ・ゴットリープ・ベチュラーによって建設された。現在はレーヴェンシュタイン家の墓地礼拝堂がある小公園アイヒェルホーフガルテン沿いに位置している。アイヒェルホーフの小城とその公園は、バーデン＝ヴュルテンベルク州文化財団により2006年8 - 9月の今月の文化財に選ばれた。

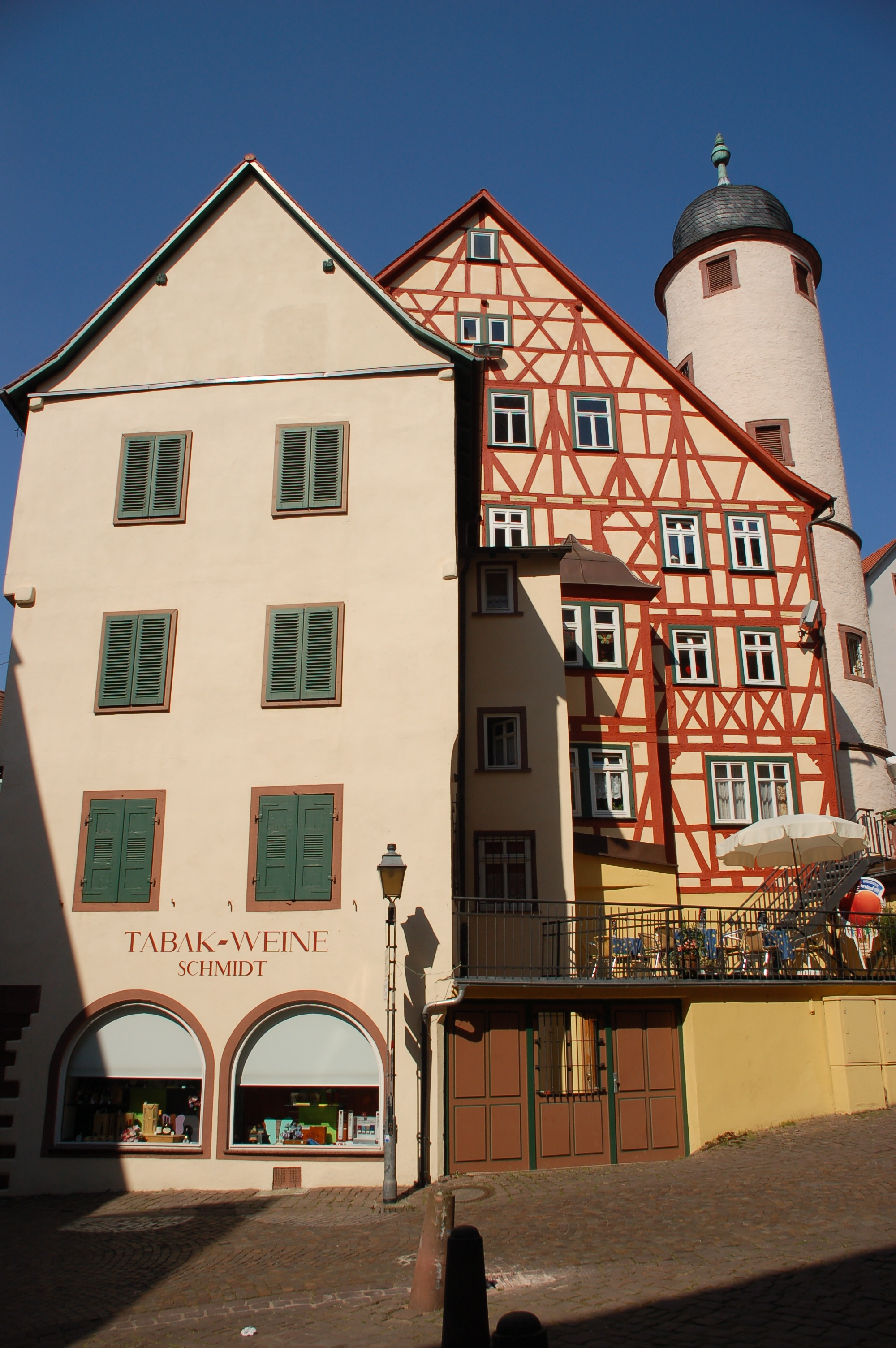
伯爵博物館
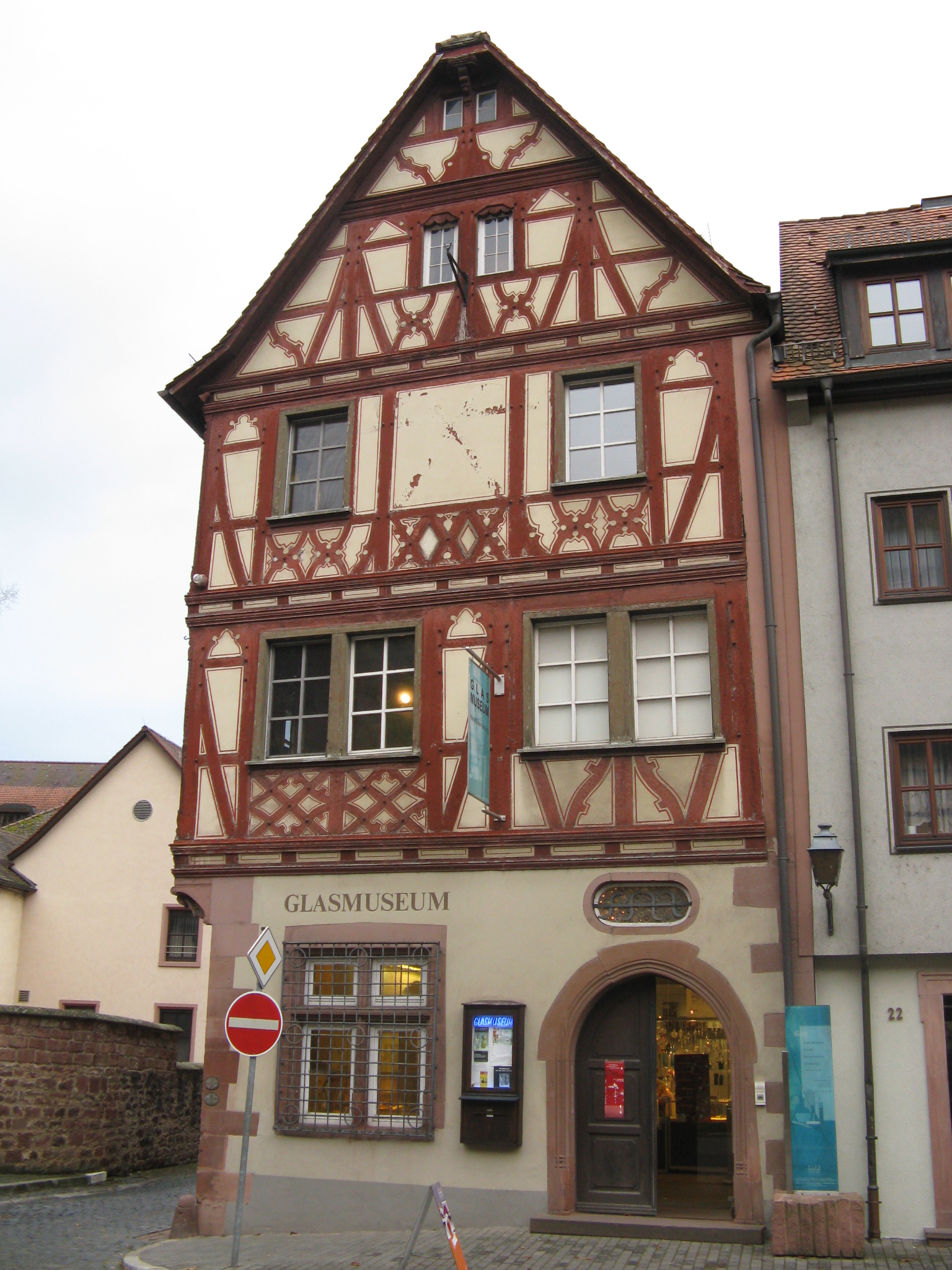
ガラス博物館

### 全国的な催し
2006年5月13日から14日にヴェルトハイムでバーデン＝ヴュルテンベルク郷土の日が開催された。

### その他

#### ワイン＝タウバー遊歩道
ワイン＝タウバー遊歩道はこの街の周辺を巡る約20kmの遊歩道である。この遊歩道はブロンバッハの旧シトー会修道院やワイン町のライヒョルツハイム、ヴェルデンハウゼン集落、ヴェルトハイム市を結んでおり、ワインや文化史の要所では案内板で解説がなされている。この遊歩道は2つの周回路からなっており、どちらか一つ、あるいは両者をリボン状にたどることができる。このコースの一部区間はヨーロッパ長距離遊歩道やマイン＝ドナウ遊歩道の一部になっている。

## 地名の由来・ゆかりの文学・伝説
- Wertheimの前半部は、古高ドイツ語 ≫werid≪、中高ドイツ語 ≫wert≪である。現在のドイツ語で表現すれば、≫Flussinsel≪「川中島」となる。それゆえに、この地名は、タウバー川のマイン川への合流点とマイン川左岸の間の岬状の土地を指すと考えられたが、元々のヴェルトハイム、すなわちマイン右岸の町、今日のクロイツヴェルトハイムにもその解釈が当てはまるかどうかは分からない[15]。
- ドイツ中世の詩人ヴォルフラム・フォン・エッシェンバッハはその主著『パルチヴァール』、第4巻冒頭において、主人公が後に妻となる女王の治める国の都にやってくる様子を描いている。その町は、彼女が求婚を拒否した相手の王によって包囲され、食糧難に陥っていた。町の苦境の程度を、詩人は「私の主君ヴェルトハイム伯もここで傭兵となるのは嫌がったであろう」と表している。ヴェルトハイム伯は詩人の後援者であった可能性が高い[16]。

ヴェルトハイムにまつわる伝説は以下のとおりである。
- 「ヴェルトハイムでのルター博士」と題する伝説は次のようである。ヴォルムス国会に向かう旅の途上、ルター博士はヴェルトハイムにもやってきた。当地では「アードラー亭」（鷹亭）に立ち寄った。そこで食べた焼きソーセージの勘定を払う必要があった。彼はエイヒェルシュタイゲ（樫木坂）から町を見たとき、言った。ヴェルトハイムは火事の心配はない、しかし水に沈むだろうと。
- 「ヴェルトハイムの牡鹿」と題する伝説は次のようである。前の世紀のこと、一頭の牡鹿がヴェルトハイムの古い山城に迷い込んできた。領主カール・トーマスは谷の宮廷から牡鹿の姿が見えた。牡鹿がぶどうの木を跳び越えたときに、公は宮殿の最上階から牡鹿を一発で仕留めた。これを祝して公は従者のために祝宴を催し、牡鹿の肉が食された。牡鹿が仕留められた場所には、ぶどうの木に跳び越える牡鹿の像が建てられた。この像は今も立っている。濠の名前は「ヒルシュグラーベン」（牡鹿濠）、その門は「ヒルシュトア」（牡鹿門）と呼ばれると。
- 「ヴェルトハイムの城のこと」と題する伝説は次のようである。城の文庫には一本の革の帯が保管されている。それを帯びる者は、狩猟の際に幸運に恵まれ、予言する能力と野兎に変身する能力を得る。また、城には300年毎に果物で一杯の袋が見られる。袋の口は空いている。幾つか家に持ち帰ると、金の粒に変る。城塞の上には、巨人塚が見られる。火薬庫の近くには、樹冠が篭のように編まれた小さな木が立っていた。夜になると魔女がそこに座っていたが、今は切り倒されていてないと。

## 人物

### 出身者
- フィリップ・フリードリヒ・ブフナー（1614年 - 1669年）バロック初期の作曲家。
- ヨハン・フィリップ・フェルチュ（1652年 - 1732年）作曲家、医師。
- ヘンリー＝ヨーゼフ・リゲル（1741年 - 1799年）作曲家。
- ゲルト・ランググート（1946年 - ）ボン大学の政治学教官。
- フィリップ・オクス（1997年 - ）サッカー選手。

## 引用
1. ↑  Statistisches Landesamt Baden-Württemberg – Bevölkerung nach Nationalität und Geschlecht am 31. Dezember 2023 (CSV-Datei)
2. ↑  Max Mangold, ed (2005). Duden, Aussprachewörterbuch (6 ed.). Dudenverl. p. 834. ISBN 978-3-411-04066-7
3. 1 2 3  Lexikon des Mittelalters, Bd. IX.  Lexma Verlag, München, 1998, (ISBN 3-89659-891-0), Sp. 12.
4. ↑  Gerhard Köbler: Historisches Lexikon der deutschen Länder. 6. Aufl. München: C.H.Beck 1988 = Darmstadt: Wissenschaftliche Buchgesellschaft 1999, S. 711.
5. ↑  Alexander Antonow : Burgen im Main-Viereck: Breuberg, Freudenberg, Miltenberg, Prozelten, Rothenfels, Wertheim, Wildenberg. Frankfurt a.M.: Alexander Antonow  Verlag 1987  (Handbuchreihe Historische Bauten; Bd. 1)  (ISBN 3-924086-30-3), S. 24.
6. ↑  ナチスによって権力から逐われた者 フレンキシェ・ナハリヒテン 2008年3月25日付より [リンク切れ]
7. ↑  ヒトラーとヒンデンブルクはいかにしてヴェルトハイムの名誉市民となったのか フレンキシェ・ナハリヒテン 2008年3月25日付より  [リンク切れ]
8. ↑  ヴェルトハイム市文書館のヒトラーとヒンデンブルクの名誉市民号に関す書類 [要文献特定詳細情報]
9. ↑  その時、誰でも我が身が一番かわいかった フレンキシェ・ナハリヒテン 2005年3月26日付より  [リンク切れ]
10. ↑  ウーヴェ・バウアー 道路や路地にはほとんど誰もいない フレンキシェ・ナハリヒテン 2005年3月29日付より  [リンク切れ]
11. ↑  城に掲げられた『市の救済者』の記念板 フレンキシェ・ナハリヒテン 2005年4月1日付より  [リンク切れ]
12. ↑  Franz Hundsnurscher, Gerhard Taddey: Die jüdischen Gemeinden in Baden. Kohlhammer, Stuttgart 1968. (Veröffentlichungen der Staatlichen Archivverwaltung Baden-Württemberg. Band 19) S. 294-298.
13. ↑  Gedenkstätten für die Opfer des Nationalsozialismus. Eine Dokumentation. Band 1. Bundeszentrale für politische Bildung, Bonn 1995, ISBN 3-89331-208-0. S. 104
14. ↑  ユダヤ人組織の歴史 (alemannia-judaica.de)
15. ↑   Dieter Berger: de:Duden, geographische Namen in Deutschland: Herkunft und Bedeutung  der Namen von Ländern, Städten, Bergen und Gewässern. Mannheim/Wien/Zürich: Bibliographisches Institut, 1993 (ISBN 3-411-06251-7), S. 274.
16. ↑  ヴォルフラム・フォン・エッシェンバハ『パルチヴァール』(加倉井粛之、伊東泰治、馬場勝弥、小栗友一 訳) 郁文堂 1974年 ISBN 4-261-07118-5。改訂第5刷 1998年、96頁上、184詩節。-　 Joachim Heinzle: Wolfram von Eschenbach. Dichter der ritterlichen Welt. Leben, Werke, Nachruhm. Schwabe, Basel 2019. (ISBN 978-3-7965-3955-8). S. 5-7, 12-15,19, 23, 31f.
17. ↑   Märchen, Sagen und Legenden aus Spessart und Odenwald . Gesammelt von Christine Buchwald. Phönix Werbung und Verlag – Susanne Marold – , 6349 Greifenstein-Allendorf, Germany 1990 (ISBN 3-8124-0081-2). Nr. 31. Doktor Luther in Wertheim (S. 40), Nr. 33. Der Hirsch zu Wertheim (S. 41),  Nr. 59. Von der Burg zu Wertheim (S. 83).